# 李向阳 (1958年)
李向阳（1958年6月—），湖南邵东人，中国林业科学研究院副院长、国家林业局管理干部学院党委书记。

## 生平
李向阳是中国共产党党员，中南林学院木材加工专业毕业，大学学历，学士学位，研究员。
1977年7月在湖南省邵东县范家山学校参加工作，1978年9月到1982年7月在中南林学院学习。1982年7月起，在中国林业科学研究院人事处工作，1988年6月任人事处副处长，1993年1月任人事处处长。1997年5月，任中国林业科学研究院副院长、分党组成员（副司局级）。2004年1月到2010年5月，任中国林业科学研究院分党组常务副书记、副院长兼京区党委书记（正司局级）。2010年6月，任国家林业局管理干部学院党委书记。